# Nuestra Señora del Juncal
Il galeone Nuestra Señora del Juncal fu nave ammiraglia della Flotta spagnola del tesoro, e andò persa per naufragio il 31 ottobre 1631, mentre trasportava un enorme tesoro.

## Storia
Nel 1620 Antonio de Ubilla y Estrada, contador di artiglieria per le fortificazioni di Hondarribia e San Sebastián, e sua moglie, María de Izaguirre y Martín, decisero di finanziare la costruzione di un grande galeone privato per il trasporto mercantile. I due coniugi lo fecero senza l'aiuto della Corona, e la nuova unità fu impostata presso il cantiere navale di Bordalaborda nel 1622, e venne varata nel 1623 con il nome di Nuestra Señora del Juncal. Terminato l'allestimento il galeone, carico di minerali, fu inviato a Cadice nel novembre 1623 con l'obiettivo di venderlo a commercianti e mercanti andalusi in particolare. Il 12 marzo 1624 Antonio de Ubilla y Estrada incaricò suo figlio, Antonio de Ubilla, e Juan de Casanova y Domingo de Atallomendia, di trasferire la nave da Cadice a Siviglia per tentarne la vendita.
Tuttavia essa non si materializzò mai e la nave fu designata dalla Casa de Contratación di Siviglia  per partecipare alla flotta della Nuova Spagna del 1624. Salpato da Cadice come galeone mercantile il 14 luglio 1624 al comando del capitano Bartolomé de Amezqueta, passò l'inverno a Veracruz, per partire con destinazione Cadice 17 luglio 1625, dove giunse nel novembre dello stesso anno. La sua prima partecipazione alla Carrera de Indias si svolse senza particolari incidenti, e portò ad un importante rendimento economico ai suoi proprietari. Purtroppo a Veracruz il Nuestra Señora del Juncal fu modificato per aumentarne il carico utile, riducendone però la stabilità. Tale pratica illegale, denominata embonado, in base alle Ordinanze allora in vigore portò alla sua esclusione da tutte le future Carreras de Indias. La nave trascorse i successivi cinque anni ancorata nel porto di la Carraca, nella città di Siviglia, praticamente abbandonata. Risultava talmente deteriorata che il 2 agosto 1628 gli ispettori portuali obbligarono i suoi proprietari a riparalo in quanto stava per affondare al suo posto di ancoraggio.  Nel corso dei lavori di ricostruzione l'unità venne modificata per riportala il più possibile allo stato originale, e alla fine del 1628 gli ispettori lo visitarono in vista del possibile utilizzo all'interno della Flota de Nueva España del 1629. Giunse però la terribile notizia che la flotta del 1628 era stata catturata dalla squadra olandese agli ordini dell'ammiraglio Piet Pieterszoon Hein l'8 settembre nelle acque di Cuba. Dalla prima volta dalla scoperta dell'America per la prima volta era andata persa una flotta spagnola al completo, con tutti i tesori che trasportava, cosa che provocò un grande sgomento tra la popolazione spagnola. La prudenza portò a cancellare la spedizione del 1629, e il Nuestra Señora del Juncal rimase ancorato a la Carraca.
Il 4 marzo 1629 le autorità decisero di trasformare il Nuestra Señora del Juncal in galeone da guerra (galeón de escolta), per ricoprire il ruolo di nave ammiraglia. Posto al comando del generale Carlos de Ibarra, furono cambiati il ponte principale e tutte le alberature e fu equipaggiato con 24 cannoni. Nel dicembre 1629 morì Antonio de Ubilla, e María de Izaguirre cercò di vendere l'unità, già destinata ad operare come Capitana de la flota, a Juan Martínez de Aldabe e Pedro de Aramburu, senza successo. I lavori di trasformazione terminarono il 21 aprile, e il 28 luglio 1630 il Nuestra Señora del Juncal, al comando del capitano generale Miguel de Echezarreta, di origine basca, salpò da Cadice, fornendo protezione a una formazione navale composta da 8 galeoni e una patache che trasportavano 5.820 tonnellate di mercurio, un materiale necessario per amalgamare l'argento nelle miniere del nuovo continente, e altri tipi di mercanzie. Le navi giunsero felicemente a destinazione a San Juan de Ulúa il 5 ottobre 1630.
Il viaggio di ritorno in Spagna fu ritardato a causa di diversi fattori: nave olandesi presenti in zona, problemi burocratici e la malattia e successiva morte del capitano generale della flotta Miguel de Echazarreta, che fu sostituito da Manuel Serrano de Rivera. Il nuovo almirante, invece di essere cauto e aspettare condizioni meteorologiche più favorevoli, decise di salpare per raggiungere il porto di San Cristóbal all'Avana al fine di riunire la flotta de Nueva España con quella de Tierra Firme e con la Armada del Mar Océano. Durante la riunione con i suoi ufficiali Serrano de Rivera affermò che l'Impero spagnolo si reggeva con i crediti finanziari concessi dai banchieri tedeschi, ed era necessari far arrivare al più presto una fornitura di metalli preziosi in Spagna. Francisco Manso de Zúñiga, arcivescovo del Messico, si rifiutò di partire con il Nuestra Señora del Juncal, consapevole che quel periodo temporale non era favorevole alla navigazione nell'Oceano Atlantico. Nel momento di sbarcare con i suoi bauli, ricordò agli ufficiali le responsabilità che avevano. Il capitano della Flotta della Nuova Spagna, composta da diciannove navi, avrebbe dovuto lasciare Veracruz per la Spagna il 14 ottobre 1631. Secondo la testimonianza di uno dei sacerdoti presenti a bordo che sopravvisse al naufragio, al momento della partenza il galeone era in evidente sovraccarico, sbandato, e a bordo il carico era composto da 120.000 chili di oro e argento, pietre preziose come mai si era visto, 29.500 chili di grana fine o 16.500 chili di palo del Brasil, 46.000 chili di indaco e 1.000 di seta. A bordo vi erano inoltre 400 persone, tra membri dell'equipaggio, soldati e qualche passeggero.
A partire dal 17 ottobre 1631, la flotta dovette affrontare forti venti provenienti da nord, e la navi iniziarono tutte a imbarcare acqua, tanto che la formazione si disperse. Le onde danneggiarono la prua e la poppa del Nuestra Señora del Juncal, provocando numerose falle e imbarcò di acqua nella sentina, che fu stabilizzato solo dopo numerosi lavori di calafatura. Il giorno 21 la situazione era già insostenibile, e il capitano Andrés de Aristizabal diede l'ordine di avvicinarsi alla costa di Tabasco per salvare le mercanzie e gli equipaggi. Tale decisione si rivelò insufficiente tanto che il galeone Santa Teresa, nave di bandiera di Serrano de Rivera, rimasto sino ad allora insieme alla Nuestra Señora del Juncal, scomparve nel cuore della notte dopo aver sparato un ultimo colpo di cannone per chiedere aiuto. Al calar della notte del 31 ottobre, notte di Ognissanti, in due minuti e mezzo, tempo in cui recitano tre credi, il Nuestra Señora del Juncal affondò. Delle trecento persone a bordo se ne salvarono 39. Guidati dal nostromo Antonio Granillo, e tra i quali c'erano due ecclesiastici, il pilota Juan Ruiz, il connestabile Alonso Martín, i sopravvissuti riuscirono a salire su una barca con diversi sacchi pieni di gioielli e monete, per un peso di 1.400 chili. Essi furono localizzati il giorno successivo da una patache della flotta, comandata da Francisco de Olano. Il governatore dello Yucatán, Fernando Centeno Maldonado, interrogò i superstiti che furono quindi processati a Cadice per determinare la veridicità delle accuse di ammutinamento, causate dalla presenza dei tesori che avevano quando furono trovati, sporte da uno dei sacerdoti che si erano salvati. I superstiti vennero assolti da ogni accusa.
Il naufragio del Nuestra Señora del Juncal causò la perdita di un carico di 1.077.840 pesos d'argento. Il naufragio è stato studiato negli ultimi decenni del XX secolo da ricercatori messicani e spagnoli, ma il relitto non è mai stato trovato. Molti cacciatori di tesori lo hanno cercato, nel 1983 ci provarono Burt Webber e la sua compagnia Seaquest International LTD, mentre la Odissey Marine Exploration ci provò nel 2006 senza successo.

### Annotazioni
1. ↑  Si trattava di 23 cannoni di bronzo e uno di ferro.
2. ↑  Si trattava del tesoro catturato in Estremo Oriente da alcuni corsari spagnoli ad una ambasciata del Regno del Siam.
3. ↑  Andrés de Aristizabal era un militare di grande prestigio, e questo fatto influì molto sulla sua nomina ad "almirante" della Nuestra Señora del Juncal. Però Aristizabal non era marinaio, era un capitano di fanteria promosso da Serrano de Rivera ad "almirante".
4. ↑  Il Santa Teresa scomparve con tutto l'equipaggio inabissandosi su un fondale di 2.00 metri.

### Fonti
1. 1 2 3 4 5 6 7 8 9 10 11 12 13  El Cultural.
2. 1 2 3 4 5 6 7 8 9 10 11 12 13 14 15 16 17 18 19 20 21 22 23 24 25 26 27 28  Hondarribia.